# フラッギング
フラッギング（fragging）は、軍隊内部で友軍を故意に兵器を使用して殺害する行為。理不尽な指示をする上官を殺傷する、足手まといとなった負傷者を殺害するなど態様は様々。名称は後述のように、この行為で多用された破片手榴弾（フラグメンテーション・グレネード）に由来する。

## 上官を殺害する事例
アメリカ陸軍では、1970年代のベトナム戦争時にモラルが極端に低下。部隊指揮官を意図的に手榴弾で殺害しようとする行為が頻繁に発生した。
1969年から1973年までの間に900件以上のフラッギングが発生、少なくとも600人が死亡したとされている。ベトナム戦争後には徴兵制度が志願制に変わり、フラッギングの発生件数こそ減少したが、イラクに駐留する部隊などでは将校が手榴弾や発砲、クレイモアで殺害される事件が発生している。
日本では、陸上自衛隊において、1984年に訓練自衛官小銃乱射事件、2023年に日野基本射撃場発砲事件などが発生した。

## 足手まといの友軍を殺害する事例
2022年ロシアのウクライナ侵攻では、ウクライナ軍のドローンにより負傷したロシア軍兵士を上官が撃ち殺すように指示、殺害しながら撤退する映像が公開された。